# Lîstivka, Novomîkolaiivka
Lîstivka (în ucraineană Листівка) este un sat în comuna Pidhirne din raionul Novomîkolaiivka, regiunea Zaporijjea, Ucraina.

## Demografie
Componența lingvistică a localității Lîstivka
     Ucraineană (94,67%)
     Rusă (5,33%)
Conform recensământului din 2001, majoritatea populației localității Lîstivka era vorbitoare de ucraineană (94,67%), existând în minoritate și vorbitori de rusă (5,33%).